# فيتوريو روسي (ممثل)
فيتوريو روسي هو كاتب مسرحي وكاتب سيناريو وممثل كندي، ولد في 16 أبريل 1961 بمونتريال في كندا.

## أعمال

### أفلام
- (2015) السير[1][2]

## وصلات خارجية
- فيتوريو روسي على موقع IMDb (الإنجليزية)
- فيتوريو روسي على موقع أول موفي (الإنجليزية)
- فيتوريو روسي على موقع قاعدة بيانات الأفلام السويدية (السويدية)
- فيتوريو روسي على موقع قاعدة بيانات الفيلم (الإنجليزية)
- فيتوريو روسي على موقع كينوبويسك (الروسية)